# فرد وارگا
فرد وارگا (به فرانسوی: Fred Vargas) نویسنده قرن بیستم میلادی اهل فرانسه است.